# Leptherpum carinovatus
Leptherpum carinovatus är en mångfotingart som beskrevs av Carl Graf Attems 1898. Leptherpum carinovatus ingår i släktet Leptherpum och familjen Chelodesmidae. Inga underarter finns listade i Catalogue of Life.